# Beñat Turrientes
Beñat Turrientes Imaz (Beasain, 31 gennaio 2002) è un calciatore spagnolo, centrocampista della Real Sociedad e della nazionale spagnola under-21, di cui è capitano.

## Carriera

### Club
Cresciuto nel settore giovanile della Real Sociedad, debutta in prima squadra il 26 settembre 2021 in occasione dell'incontro di Primera División vinto 1-0 contro l'Elche.

### Nazionale
Ha giocato nelle nazionali giovanili spagnole Under-17, Under-18, Under-19 ed Under-21.
Nel 2024 ha vinto la medaglia d'oro ai Giochi Olimpici di Parigi.

## Statistiche

### Presenze e reti nei club
Statistiche aggiornate al 21 novembre 2021.
| Stagione        | Squadra         | Campionato      | Campionato | Campionato | Coppe nazionali | Coppe nazionali | Coppe nazionali | Coppe continentali | Coppe continentali | Coppe continentali | Altre coppe | Altre coppe | Altre coppe | Totale | Totale |
| Stagione        | Squadra         | Comp            | Pres       | Reti       | Comp            | Pres            | Reti            | Comp               | Pres               | Reti               | Comp        | Pres        | Reti        | Pres   | Reti   |
| --------------- | --------------- | --------------- | ---------- | ---------- | --------------- | --------------- | --------------- | ------------------ | ------------------ | ------------------ | ----------- | ----------- | ----------- | ------ | ------ |
| 2019-2020       | Real Sociedad C | TD              | 17         | 0          |                 | -               | -               |                    | -                  | -                  |             | -           | -           | 17     | 0      |
| 2020-2021       | Real Sociedad B | SDB             | 16         | 0          |                 | -               | -               |                    | -                  | -                  |             | -           | -           | 16     | 0      |
| 2021-2022       | Real Sociedad B | SD              | 2          | 0          |                 | -               | -               |                    | -                  | -                  |             | -           | -           | 2      | 0      |
| 2021-2022       | Real Sociedad   | PD              | 5          | 0          | CR              | 0               | 0               | UEL                | 2                  | 0                  |             | -           | -           | 7      | 0      |
| Totale carriera | Totale carriera | Totale carriera | 40         | 0          |                 | 0               | 0               |                    | 2                  | 0                  |             | -           | -           | 42     | 0      |

## Palmàres

### Nazionale
- Oro olimpico: 1

Parigi 2024